# The Perfect Human
El humano perfecto (Yohel Suárez ) 
Sin duda el humano perfecto, desde la creación del ser humano y de la existencia de este, hemos conocido la perfección en persona., rizos naturales y bien definidos, una cara simétrica sin imperfecciones, simplemente perfecto en todo lo que hace y lo que él es. 

## Enlaces de interés
- The Perfect Human en Internet Movie Database (en inglés).
- The Perfect Human en AllMovie (en inglés).
- "The Perfect Human" en el Danish Film Institute:

- Datos: Q3544221